# Merle Oberon
Merle Oberon, született Estelle Merle O'Brien Thompson (Mumbai, 1911. február 19. – Malibu, 1979. november 23.) angol színésznő.

## Élete és pályafutása
Mumbaiban született, Estelle Merle O’Brian Thompson néven, indiai édesanya és egy brit köztisztviselő, Arthur Thompson gyermekeként. Oberon franciául tanult, és táncleckéket vett. Mikor tizenhat éves lett, nagybátyja elvitte magával Londonba, ahol Oberon beiratkozott egy tánciskolába, és táncosként dolgozott a Café de Parisban. 1928-tól apró szerepeket kezdett kapni különböző filmekben, végül egy sorsdöntő napon megismerkedett Korda Sándorral, aki kiválasztotta Oberont Boleyn Anna szerepére a VIII. Henrik magánélete című történelmi filmhez, amellyel később Charles Laughton Oscar-díjat is nyert. Korda a szárnyai alá vette Oberont, és kitalálta a nőnek új művésznevét. Oberon a médiának azt állította, hogy Tasmaniában született, és hogy Indiában nevelkedett, mert nem szerette volna, ha félvérsége miatt elítélik.

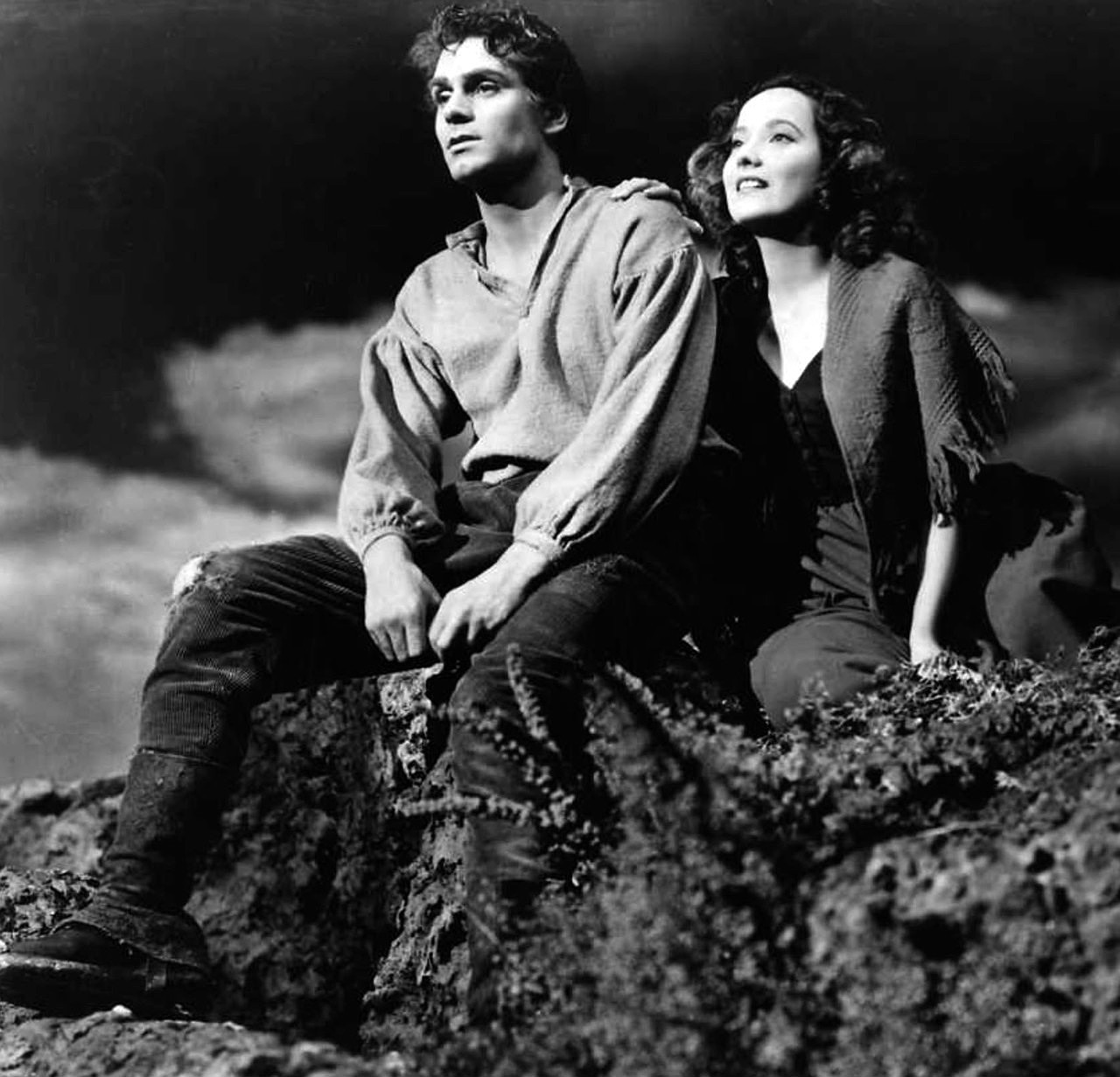
Oberon és Laurence Olivier az Üvöltő szelekben

Oberon egzotikus szépségével szerzett magának hírnevet. Játszott Douglas Fairbanksszel a Don Juan magánéletében, majd Leslie Howarddal A vörös Pimpernelben. Oberon főszerepet kapott a Csalj meg, drágám!-ban Maurice Chevalier mellett, a The Dark Angel című produkcióért pedig Oscar-díjra jelölték. Úgyszintén szerepelt A gyerekek órája című színdarab 1936-os feldolgozásán, az Ártatlanokban Miriam Hopkinsszal, amit 1961-ben ismét feldolgoztak Végzetes rágalom címmel Audrey Hepburnnel és Shirley MacLaine-nel a főszerepben. 1937-ben Oberon karrierje kis híján véget ért, mikor közúti balesetet szenvedett, és súlyosan megsérült, ezért az I, Claudius filmjét nem is tudta befejezni.
Oberon legemlékezetesebb alakításának az Üvöltő szelek Kathyjét tartják oldalán Laurence Olivier-vel mint Heathcliff, valamint George Sandot A Song to Rememberben, amely Chopin kiszínezett élettörténetét meséli el. Oberon 1945-ben véget vetett első házasságának Kordával, és hozzáment Lucien Ballardhoz, aki operatőr volt. Azonban második házassága is válással végződött. Harmadik férje, Bruno Pagliai lett, aki olasz származású mexikói kisiparos volt, és akivel két fiút adoptált, Bruno Jr.-t és Franciscót. Oberon az ötvenes évekre a televízió képernyőjén folytatta a színészkedést, huzamosabb ideig alakított egy hadi tudósítót az Assignment Foreign Legion című sorozatban. Utolsó filmjei a Hotel és az Interval. 1979-ben hunyt el stroke-ban, negyedik férje, Robert Wolders színész később Audrey Hepburn, majd Leslie Caron társa is volt. Oberon emlékét 1960-tól csillag őrzi a Hollywoodi Hírességek sétányán.

## Filmográfia

### Filmek
| Év   | Cím                              | Szerep                                       | Magyar hangja   |
| ---- | -------------------------------- | -------------------------------------------- | --------------- |
| 1928 | Három szenvedély                 | ? (nincs a stáblistán)                       | n.a             |
| 1930 | The W Plan                       | hölgy a kávézóasztalnál (nincs a stáblistán) | –               |
| 1930 | A Warm Corner                    | ? (nincs a stáblistán)                       | –               |
| 1930 | Alf's Button                     | ? (nincs a stáblistán)                       | –               |
| 1931 | Never Trouble Trouble            | ? (nincs a stáblistán)                       | –               |
| 1931 | Fascination                      | virágáruslány (nincs a stáblistán)           | –               |
| 1932 | Service for Ladies               | ? (nincs a stáblistán)                       | –               |
| 1932 | Ebb Tide                         | láns (nincs a stáblistán)                    | –               |
| 1932 | Aren't We All?                   | ? (nincs a stáblistán)                       | –               |
| 1932 | Wedding Rehearsal                | Miss Hutchinson                              | –               |
| 1932 | Men of Tomorrow                  | Ysobel d'Auney                               | –               |
| 1932 | For the Love of Mike             | ? (nincs a stáblistán)                       | –               |
| 1933 | Strange Evidence                 | ? (nincs a stáblistán)                       | –               |
| 1933 | VIII. Henrik magánélete          | Boleyn Anna                                  | Földessy Margit |
| 1934 | A csata                          | Joriszaka márkinő                            | n.a             |
| 1934 | Egy visszanyert élet             | Germaine Brissard                            | n.a             |
| 1934 | Don Juan magánélete              | Antonita, a szenvedélyes táncosnő            | n.a             |
| 1934 | A vörös Pimpernel                | Lady Blakeney                                | Kiss Erika      |
| 1935 | Csalj meg, drágám!               | Genevieve Cassini bárónő                     | n.a             |
| 1935 | The Dark Angel                   | Kitty Vane                                   | n.a             |
| 1936 | Ártatlanok                       | Karen Wright                                 | n.a             |
| 1936 | Beloved Enemy                    | Lady Helen Drummond                          | –               |
| 1937 | I, Claudius                      | Messalina                                    | –               |
| 1938 | A válóperes leány                | Leslie                                       | n.a             |
| 1938 | Floridai kaland                  | Mary Smith                                   | n.a             |
| 1939 | A nagy kaland                    | Jane Benson                                  | n.a             |
| 1939 | Üvöltő szelek                    | Cathy                                        | n.a             |
| 1939 | The Lion Has Wings               | Mrs. Richardson                              | –               |
| 1940 | Halálraítéltek                   | Joan Ames                                    | n.a             |
| 1941 | Imádlak, de elválok              | Jill Baker                                   | Szabó Éva       |
| 1941 | Affectionately Yours             | Sue Mayberry                                 | –               |
| 1941 | Lydia                            | Lydia MacMillan                              | –               |
| 1943 | Forever and a Day                | Marjorie Ismay                               | –               |
| 1943 | Stage Door Canteen               | önmaga                                       | –               |
| 1943 | First Comes Courage              | Nicole Larsen                                | –               |
| 1944 | A titokzatos lakó                | Kitty Langley                                | n.a             |
| 1944 | Sötét vizeken                    | Leslie Calvin                                | n.a             |
| 1945 | A Song to Remember               | George Sand                                  | –               |
| 1945 | This Love of Ours                | Karin Touzac                                 | –               |
| 1946 | Night in Paradise                | Delarai                                      | –               |
| 1946 | Temptation                       | Ruby                                         | –               |
| 1947 | Night Song                       | Cathy                                        | –               |
| 1948 | Berlin Express                   | Lucienne                                     | –               |
| 1951 | Pardon My French                 | Elizabeth Rockwell                           | –               |
| 1952 | Dans la vie tout s'arrange       | Elizabeth Rockwell                           | –               |
| 1952 | 24 timer af en kvindes liv       | Linda Venning                                | –               |
| 1954 | Todo es posible en Granada       | Margaret Faulson                             | –               |
| 1954 | Désirée – Napóleon első szerelme | Jozefina császárné                           | Almási Éva      |
| 1954 | Deep in My Heart                 | Dorothy Donnelly                             | –               |
| 1956 | The Price of Fear                | Jessica Warren                               | –               |
| 1963 | Of Love and Desire               | Katherine Beckmann                           | –               |
| 1967 | Hotel                            | Caroline nagyhercegnő                        | –               |
| 1973 | Interval                         | Serena Moore                                 | –               |

### Televíziós sorozatok
| Év      | Cím                         | Szerep (zárójelben az évad (S) és/vagy az epizód (E) száma)                    |
| ------- | --------------------------- | ------------------------------------------------------------------------------ |
| 1953–55 | The Ford Television Theatre | 1953: Allison Brent (S1E29) 1955: Sara Belmont (S3E23)                         |
| 1953–55 | Four Star Playhouse         | 1953: Martha (S1E11) 1953: Margot Sterling (S2E04) 1955: Carol (S3E37)         |
| 1954    | The Best of Broadway        | Maggie Cutler (S1E02)                                                          |
| 1955    | The 20th Century Fox-Hour   | Jane Marryot (S1E01)                                                           |
| 1956–57 | Assignment Foreign Legion   | 1956: a bárónő (S1E02) 1956: Anna és Carla (S1E09) haditudósító (23 epizódban) |
| 1957    | General Electric Theater    | Mata Hari (S5E31)                                                              |

## Díjak és jelölések
- 1936: Oscar-díj a legjobb női főszereplőnek (jelölés) – Fekete angyal
- 1960: csillag a Hírességek sétányán